# Donald Dewar
Donald Campbell Dewar (Glasgow, 21 agosto 1937 – Edimburgo, 11 ottobre 2000) è stato un politico scozzese, sostenitore della devoluzione. Dopo l'istituzione del Parlamento scozzese nel 1999 ricoprì per primo la carica di Primo ministro della Scozia, fino alla sua morte l'anno successivo.

## Biografia
Nel 1966 venne eletto membro del parlamento per Aberdeen South, ma perse il seggio nel 1970. Nel 1978 vinse le elezioni suppletive per il collegio di Glasgow Garscadden, sconfiggendo il candidato del Partito Nazionale Scozzese. Mantenne il seggio -che successivamente fu rinominato in Glasgow Anniesland- fino alla morte.
Dal 1983 al 1992 è stato Segretario di Stato per la Scozia nel governo ombra di Neil Kinnock. Dal 1992 al 1995 è stato Segretario di Stato per il lavoro e le pensioni nei governi ombra di John Smith e Tony Blair. Dal 1995 al 1997 è stato chief whip. 
Nel 1997 dopo la vittoria di Blair diventò Segretario di Stato per la Scozia, e promosse lo Scotland Act del 1998 che -dopo 300 anni- istituì nuovamente il parlamento scozzese.
Alle prime elezioni del parlamento scozzese, nel 1999, fu eletto nel collegio di Glasgow Anniesland (lo stesso seggio che continuava ad occupare nel parlamento del Regno Unito). I laburisti scozzesi erano il partito di maggioranza relativa ma non avevano la maggioranza necessaria per governare da soli. Dewar diventò il capo di un governo di coalizione con i Liberal Democratici Scozzesi.
Nell'aprile del 2000 ebbe dei problemi al cuore. Morì nell'ottobre dello stesso anno.